# 塔克金溪
泰崗溪，是臺灣北部淡水河水系的最遠源流，塔克金溪（基那吉、馬里光群泰雅語：、溪頭群匹亞南：:53,60,74,112），又譯他開琴溪，為泰崗溪最高源頭，:57,58位於新竹縣尖石鄉玉峰村、秀巒村境內。其最遠源頭發源於品田山北側，與左股的另一支流薩克亞金溪（白石溪）在秀巒匯流，以下稱為馬里闊丸溪（另音譯馬里光，又有漢名玉峰溪），為大漢溪的直接源流。

## 流域
塔克金溪（基那吉）發源於品田山北側，先向東北流經大霸尖山、東霸尖山東側，發源於大霸尖山東北側的另一源流由左股匯入。主流續東北流近塔克金部落原址東側，源發於桃園、新竹、宜蘭三縣分界的分水嶺東丘斯山南側約1.5公里的鴛鴦湖，往西所流下的斯烏庫斯溪，在此由右股匯入。主流此後轉向西北流，依序流經右岸的司馬庫斯，以及左岸的鎮西堡、新光、泰崗等泰雅族部落，此河段改稱為泰崗溪。發源於大霸尖山北側中霸尖山北坡往北流的另一支流薩克亞金溪（漢語意譯白石溪），以左股匯入泰崗溪，在秀巒部落匯流（舊漢語音譯「透巒」，又稱「控溪」），匯流後稱為馬里闊丸溪。
大霸尖山往北連接中霸尖山再往北延伸往鎮西堡的稜脈，登山界稱為大霸北稜，為塔克金溪、泰崗溪與左股薩克亞金溪的分水嶺。大霸尖山往南連接叉往武陵四秀的布秀蘭山這段稜線為塔克金溪與西側大安溪水系的主分水嶺。雪山山脈主稜武陵四秀段為塔克金溪與南側大甲溪水系的主分水嶺；武陵四秀以東的雪山山脈主稜為塔克金溪與東南側蘭陽溪水系的主分水嶺；雪山山脈主稜續往東北至桃園、新竹、宜蘭三縣分界的分水嶺往西西丘斯山叉出的支稜為塔克金溪與大漢溪右股支流高崗溪（漢名又稱三光溪）的分水嶺。

## 溪名
塔克金溪、泰崗溪各以上下河段所原居泰雅族鎮西堡群的不同聚落名為名，有人誤以為此二者為同一詞不同漢譯。:57,58有的地圖最高源頭往東北到右股支流鴛鴦湖–斯烏庫斯溪匯流口附近標為塔克金溪、再轉往西北到秀巒間標為泰崗溪；也有最遠源流整條溪流標為泰崗溪；或整條溪流標為塔克金溪；也有地圖標在左右股不同的兩條溪。